# دادگاه عالی استرالیا
دادگاه عالی استرالیا قدرت والای قضایی را در این کشور در اختیار دارد که مقررات قضایی و قانون‌های مورد استناد آن از سوی پارلمان فدرال تهیه و تصویب شده‌اند.

## نقش‌ها
دادگاه عالی فدرال استرالیا بالاترین مرجع پژوهش‌خواهی در استرالیا می‌باشد و دارای صلاحیت‌هایی به شرح زیر است:
- تفسیر قانون اساسی
- رسیدگی به دعواهای حقوقی میان دولت فدرال و دولت‌های ایالتی و دعواهای میان شهروندان از ایالت‌های مختلف
- رسیدگی به پژوهش‌خواهی از حکم دادگاه فدرال و دادگاه‌های ایالتی
- رسیدگی به هر موردی که ناشی از قراردادهای بین‌المللی و نمایندگی‌های سیاسی و کنسولی مقیم می‌شود.[۱]

در موردهایی معین، طرف‌های دعوا می‌توانند نسبت به حکم صادره از سوی دادگاه عالی ایالتی از شورای ویژهٔ حکومتی فرجام‌خواهی کنند. این گونه پژوهش‌خواهی تنها زمانی ممکن می‌شود که مورد حقوقی، تنها ناشی از قانون ایالتی باشد؛ و به هیچ رو نمی‌توان حکم دادگاه عالی فدرال را برای پژوهش‌خواهی به شورای ویژهٔ حکومتی برد. این حق در ۱۹۸۶ میلادی لغو شد.

## اعضا
اعضای دادگاه عالی فدرال عبارتند از: رئیس دادگاه عالی و شش قاضی دیگر که همگی از سوی فرماندار کل در شورا برگزیده می‌شوند. رئیس و اعضای دادگاه عالی فدرال (و نیز دادگاه‌های فدرال) را نمی‌توان از کار برکنار کرد، مگر پس از آنکه سوءرفتار یا ناتوانی آن‌ها در هر دو مجلس نمایندگان و سنا به اثبات برسد و سپس فرماندار کل در شورا می‌تواند عضوی را که سوء رفتار یا ناتوانی وی ثابت‌شده، برکنار کند.